# Rodolfo Graziani
Markiz Rodolfo Graziani, italijanski maršal in politik, * 1882, † 1955.
Graziani je bil veteran prve svetovne vojne. Med letoma 1921 in 1933 je služil v Libiji. Leta 1935 je bil imenovan za guvernerja Somalije. Med 1936 in 1937 je bil podkralj Etiopije. Bil je načelnik generalštaba italijanskih oboroženih sil med letoma 1939 in 1941. Od 1940 do 1943 je opravljal dolžnost guvernerja Libije. Po kapitulaciji Italije leta 1943 je postal vojni minister salojske republike.
Maja 1950 ga je vojno sodišče obsodilo na 19-letno zaporno kazen zaradi kolaboracije z Nemci, a je bil izpuščen že avgusta istega leta. Od 1952 je sodeloval z neofašističnim Italijanskim socialnim gibanjem.